# Юрій Жаткович
Юрій (Георгій) Кальман Жаткович (нар. 14 жовтня 1855, Дравці біля Ужгорода— 25 вересня 1920, Стройне на Свалявщині)— дослідник історії Закарпаття, етнограф, священник, письменник, літературознавець, перекладач, член НТШ (Львів).

## Біографія
Народився в родині вчителя. Навчався в Ужгородській та Велико-Варадинській гімназіях. У 1881р. закінчив Ужгородську богословську семінарію. Служив священником у селах Великий Раковець, Іза, Стройне. Писав угорською мовою та язичієм. Вивчав церковну історію та етнографію Закарпаття.
За працю «Влияние ягерских епископов и борьба против него в Мукачевской епархии» був обраний членом Мадярського історичного товариства (1884 р.). Друкувався у таких видавництвах як «Листок», «Місяцеслов» (Ужгород), «ЗНТШ» (Львів) та в угорській періодиці, самостійно редагував часопис «Русинъ». Автор першого в Угорщині «Короткого нарису української літератури» та «Короткої історії руської літератури до татарської навали».
Переклав угорською мовою окремі твори М. Вовчка (1897р.), Ю. Федьковича (1898 р.), І. Франка (1902 р.), відомий протест західно-українських культурних діячів «І ми в Європі» (1896 р.), переклав з угорської на українську мову «Меморіал Е. Егана. Економічне становище руських селян в Угорщині» (Львів, 1901 р.).
Підручники Жатковича для українських шкіл у Закарпатті були заборонені. Три з його підручників - з географії, історії та суспільних наук - 14 разів перевидавалися словацькою мовою. Багато творів Жатковича лишилися неопублікованими.
Був лідером руху народовців Закарпаття початку ХХ ст. Угорська влада всіляко утискала Юрія Жатковича за спілкування з видатним українським вченим Володимиром Гнатюком, у тому числі, намагалася інкримінувати йому участь у розповсюдженні російської пропаганди: він був змушений двічі писати протоколи-пояснення з цього приводу (27 січня та 17 березня 1903 р.)

## Твори
- Князь Федор Корятович. «Листок», 1891, № 12
- Замітки етнографічні з Угорської Руси // Етнографічний збірник, т. 2. Львів, 1896
- Нарис історії Грушівського монастиря на Угорській Русі // Місяцеслов на 1906 р. Ужгород, 1905
- Мадярські переклади творів Івана Франка // Привіт Іванові Франкові в сорок-літє його письменської праці. Львів, 1916
- Короткий нарис малоросійської літератури (Уривок) // Світова велич Шевченка, т. 3. К., 1964
- Этнографическій очерк угро-русских. «Новини Закарпаття», 1993, 27 трав., 2 груд.
- Весілля. «Carpatica—Карпатика», 1999, вип. 6.